# Ufficiale pilota di complemento

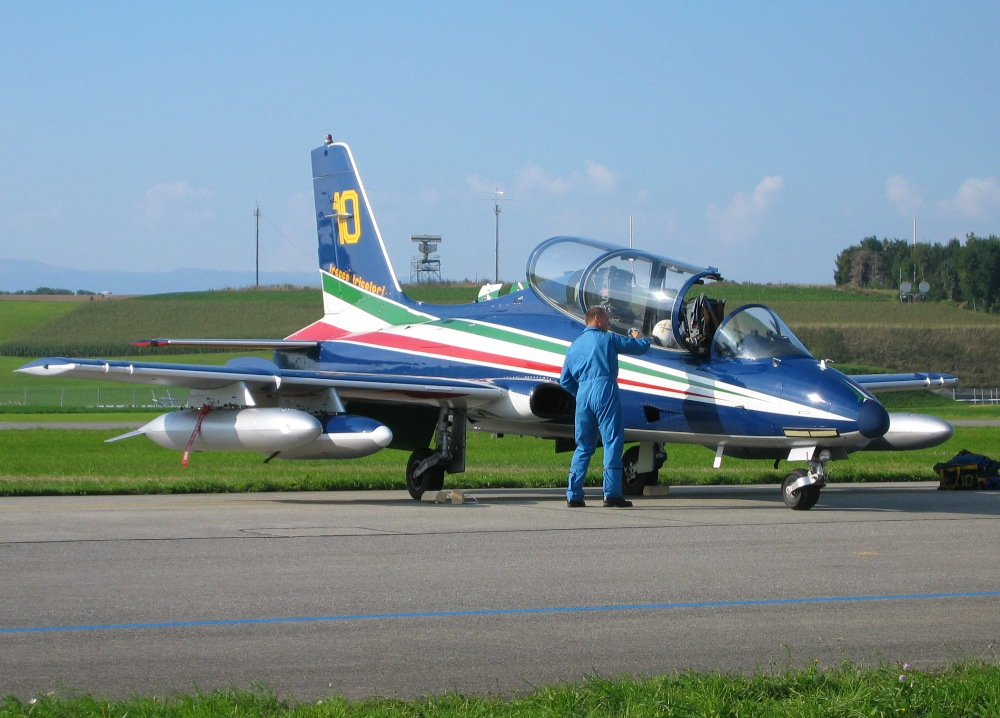
Molti dei membri delle Frecce Tricolori sono stati piloti di complemento

L'ufficiale pilota di complemento è un ufficiale di complemento delle forze armate italiane, rientrante nel Ruolo Ufficiali, non in servizio permanente, impiegato in attività di volo su velivoli da caccia, velivoli da trasporto e su velivoli ad ala rotante.

## Storia

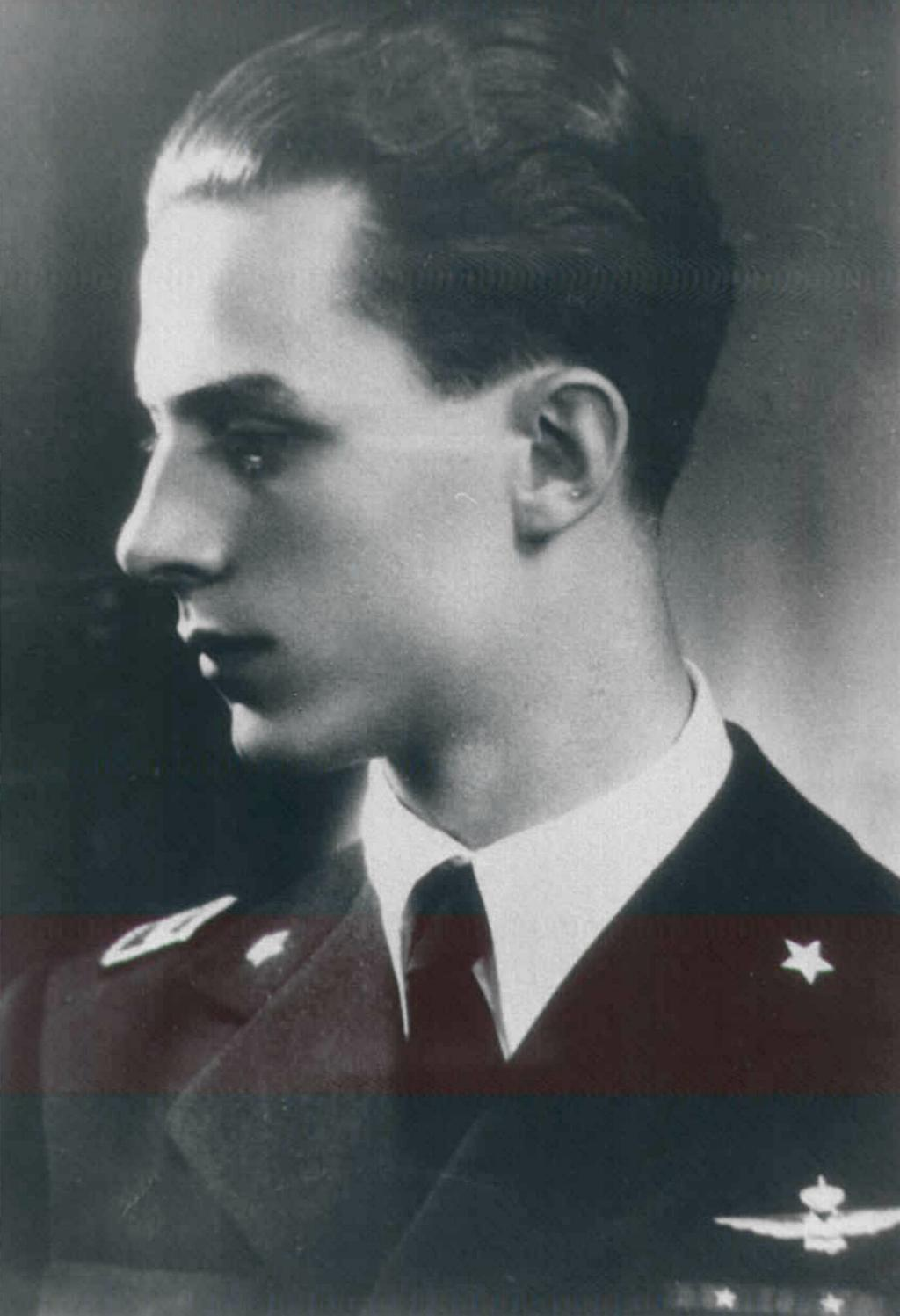
L'asso Giuseppe Cenni (MOVM) fu un AUPC

La figura dell’Allievo Ufficiale Pilota di Complemento fu già presente negli anni 30, proveniente dalla leva militare obbligatoria, e consentì, specie durante la Seconda guerra mondiale, di avere un maggior numero di Piloti per la Regia Aeronautica. La principale scuola di primo livello per gli Allievi Ufficiali Piloti di Complemento, in quegli anni, fu presso l’Aeroporto di Siena-Ampugnano. A testimonianza della qualità dell'addestramento anche tra gli AUPC, basti ricordare che il più decorato pilota della seconda guerra mondiale, nonché il più giovane comandante di Stormo, l’asso della caccia e dei Tuffatori Giuseppe Cenni (MOVM) fu proprio un Allievo Ufficiale Pilota di Complemento e divenne poi, per meriti straordinari, ufficiale in servizio permanente effettivo. Ma anche, per esempio, Carlo Faggioni, uno dei grandi assi tra gli Aerosiluranti, era stato AUPC.
Nel secondo dopoguerra in Italia questa qualifica è stata mantenuta dall'Aeronautica Militare, cui dagli anni '70 si è aggiunta la Marina Militare per i suoi reparti volo.

## Descrizione
Questa figura in Italia è utilizzata esclusivamente presso l'Aeronautica Militare e l'Aviazione Navale della Marina Militare, oltre che nella Guardia di Finanza, in quanto le altre forze armate e corpi dello Stato reclutano tutto il personale navigante attraverso il Ruolo Normale.
I piloti di complemento al termine del periodo formativo e di specializzazione, di norma di tre anni, conseguono il brevetto di pilota militare e devono sostenere una ferma della durata di dodici anni. Al termine di tale periodo, sia l'Aeronautica sia la Marina bandiscono dei concorsi per il transito di questi ufficiali di complemento nei ranghi degli ufficiali del ruolo speciale in servizio permanente. Malgrado ciò, molti AUPC, al termine della ferma dodicennale decidono, anche in virtù delle enormi differenze di stipendio, di convertire il brevetto di volo militare in civile e offrire la propria altissima professionalità alle compagnie di volo commerciali.

## Disciplina nelle forze armate italiane

### Aeronautica Militare

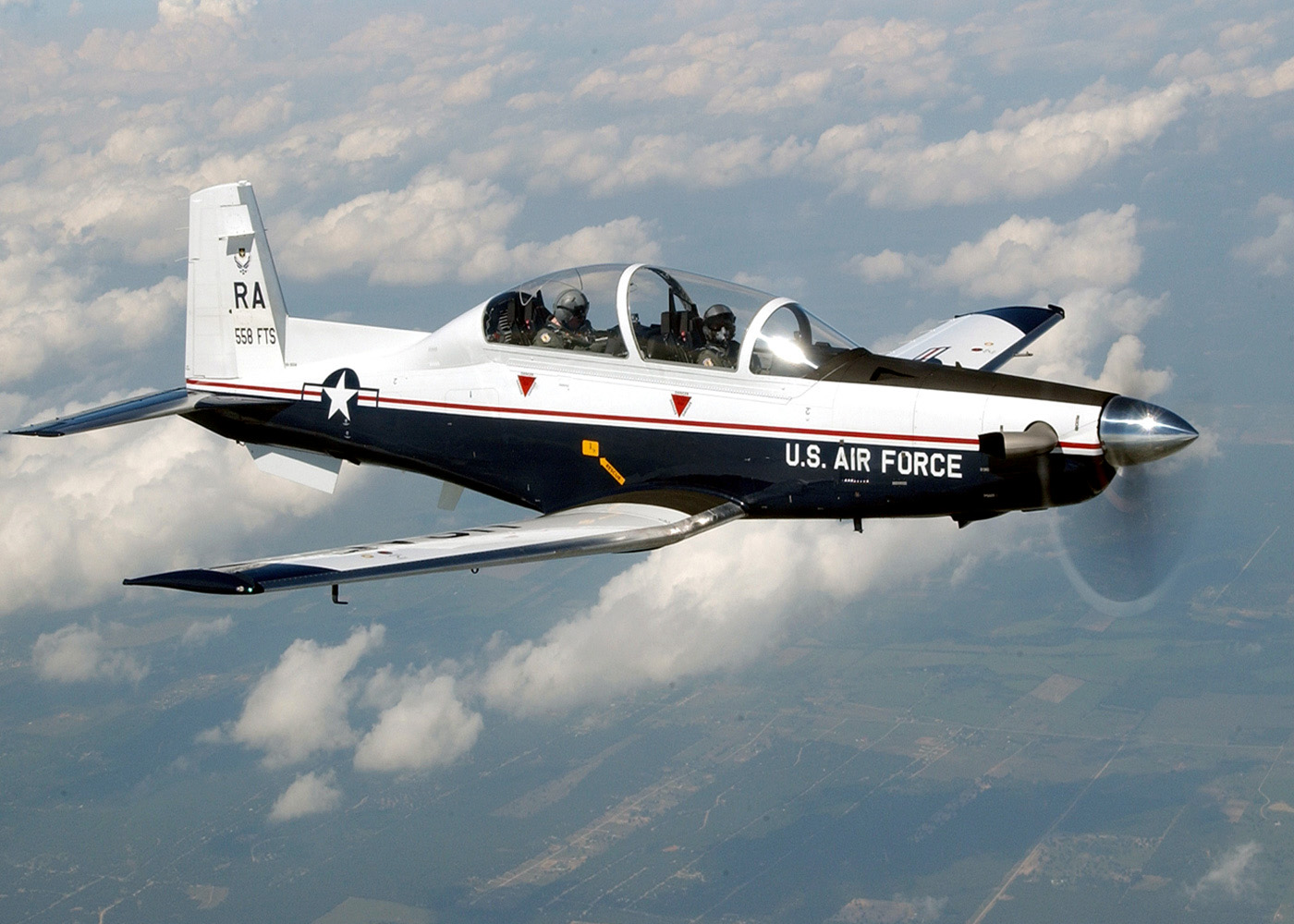
T-6 Texan II, aereo da addestramento utilizzato nell'ambito dell'ENJJPT anche dagli allievi italiani

L'aeronautica bandisce concorsi aperiodici per il reclutamento di giovani Allievi Piloti di Complemento. I vincitori del concorso vengono ammessi a una ferma dodecennale, comprensiva del corso di formazione triennale da effettuare sia all'Accademia Aeronautica che nell'ambito dell'Euro-NATO Joint Jet Pilot Training (ENJJPT), prevalentemente presso le scuole di volo statunitensi della NATO e dell'USAF come la 80th FTW della Sheppard AFB.
Per la sua particolare natura, un pilota di complemento avrà uno sviluppo di carriera più lento, che parte dal grado di sergente pilota, ma al contempo non avrà incarichi di comando di reparti di volo o di terra, né avrà incarichi di Stato Maggiore o staff, in Italia o all'estero, concentrandosi esclusivamente sull'attività di volo. Di norma un Pilota di complemento conseguirà un monte ore di volo ben superiore rispetto a un pari grado appartenente ai corsi normali; anche per questo motivo, spesso i piloti delle Frecce Tricolori vengono scelti proprio tra gli ufficiali piloti di complemento.

### Marina Militare

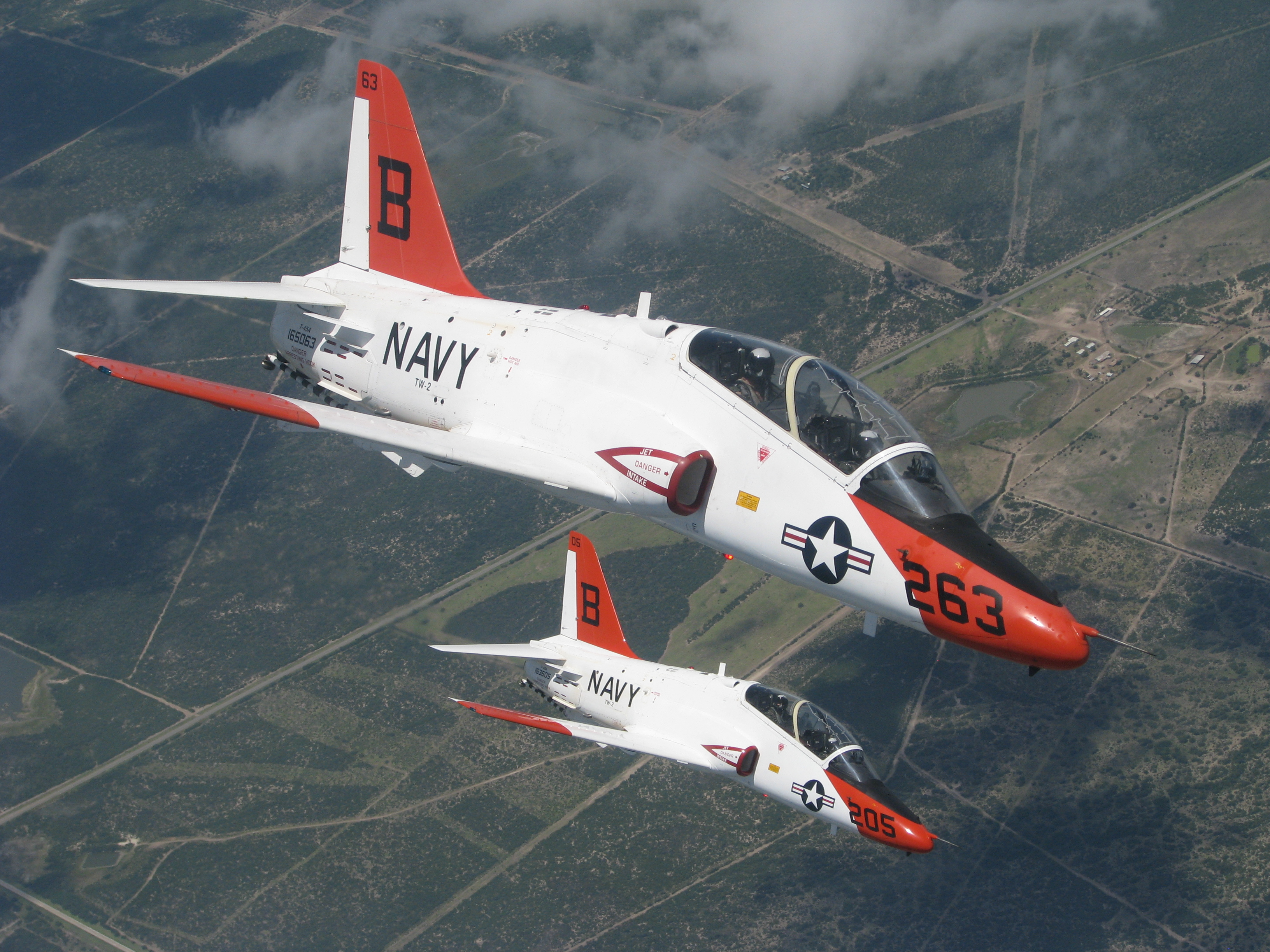
T-45 Goshawk della US Navy, utilizzato anche dagli allievi della Marina Militare

I candidati vincitori dei concorsi aperiodici banditi per il reclutamento dei piloti di complemento dell'Aviazione Navale e nei reparti di volo della Capitaneria di porto assumono la qualifica di AUPC (Allievo Ufficiale Pilota Complemento) e vengono inquadrati presso l'Accademia Navale di Livorno per un corso di 11 settimane detto corso pre-flight dove, oltre alla formazione formale e tecnico-professionale, seguono un'intensa attività sportiva e un corso intensivo di lingua inglese propedeutico alla fase successiva di scuola di volo, che viene ormai trascorsa esclusivamente negli Stati Uniti, presso la Naval Air Station Pensacola, Florida.
Le fasi del corso di pilotaggio sono tre:
1. API (Aviation Preflight Indoctrination): il corso viene effettuato presso la base di Pensacola e comprende materie come aerodinamica, meteorologia, regole del volo. In questa fase vengono effettuate le prove di preparazione fisica, di sopravvivenza in mare e le prove di ipossia nella camera ipobarica.
2. PRIMARY: viene svolta presso la base di Whiting Field, a nord di Pensacola, presso uno dei tre squadroni VT-2, VT-3 e VT-6. Fino al 2010 questa fase si svolgeva per gli allievi italiani sul T-34C Turbo Mentor. In seguito viene svolta sul T-6B Texan II, addestratore molto più performante del precedente.
3. ADVANCED: Al termine della fase primary alcuni allievi possono essere selezionati per il corso Total Strike sul T-45C Goshawk, che si svolge presso la base di Meridian, Mississippi. Gli allievi Total Strike proseguono il corso presso la base dei Marines di Cherry Point, North Carolina, dove effettuano il passaggio macchina sul TAV-8 Harrier. I piloti che scelgono la componente ala rotante e ala fissa vengono inviati a Corpus Christi dove effettuano l'addestramento sul modello T-44A.

Al termine di questa fase gli allievi delle Capitanerie di Porto ala rotante e quelli dello Stato Maggiore che scelgono ala fissa rientrano in Italia per il completamento delle rispettive fasi presso l'Aeronautica Militare. Gli allievi dello Stato maggiore ala rotante tornano presso il Training Air Wing 5, a Whiting Field, per il corso elicotteri sul TH-57B e C. Alcuni allievi ufficiali piloti di complemento continuano comunque a seguire l'iter formativo nazionale presso le scuole di volo dell'Aeronautica Militare abilitandosi prima presso il 70º Stormo di Latina su velivolo SF 260 e successivamente presso il 61º Stormo di Galatina su aviogetto MB 339 dove, al termine del corso della durata di circa un anno, conseguono il brevetto di pilota militare e la nomina a ufficiale (Guardiamarina).